# Olympiahuisje
Het Olympiahuisje (het huisje aan Stadionplein nr. 18), ook wel Portiershuisje, of Noordelijke Dienstwoning genoemd, is een voormalige portierswoning op het terrein in Amsterdam, waarop de Olympische Spelen van 1928 plaatsvonden. Tijdens deze spelen deed het dienst als postkantoor. Net als het Olympisch Stadion is het ontworpen door architect Jan Wils.
Het Olympiahuisje staat aan het Stadionplein, te Amsterdam Oud-Zuid. Tegelijk met het Olympisch Stadion zelf werd het Olympiahuisje erkend als rijksmonument. Ondanks deze status werd het huisje in de jaren 2000 en 2001 bedreigd door sloopplannen. In verband met nieuwbouw van woningen in de omgeving werd het huisje in 2003 enige meters verplaatst. Het huisje is tegenwoordig te huur voor bijeenkomsten en buurt- en bedrijfsfeestjes.
Helemaal aan de zuidzijde van het Olympisch terrein, aan de Stadiongracht, staat, als pendant van het Portiershuisje, een tweede portierswoning, die tegenwoordig in gebruik is als woonhuis.

## Filatelie
Ter gelegenheid van de Olympische Spelen werden van 27 maart tot en met 15 september 1928 de zogenaamde Olympiadezegels uitgegeven. Deze werden in het tijdelijke postkantoor op het Olympisch terrein afgestempeld met een speciaal stempel.

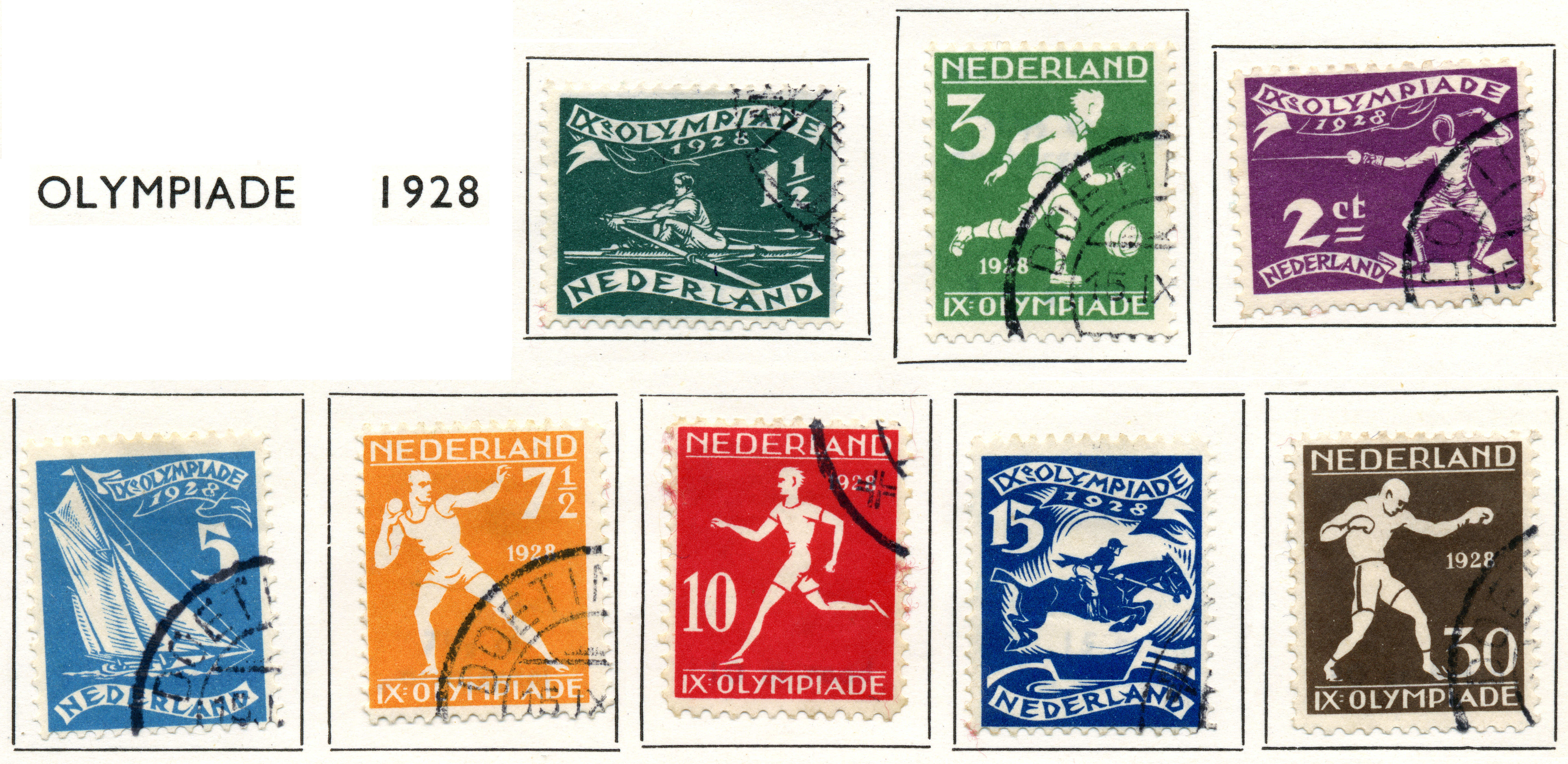
Olympiadezegels
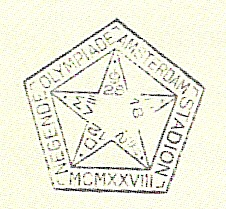
Stempel
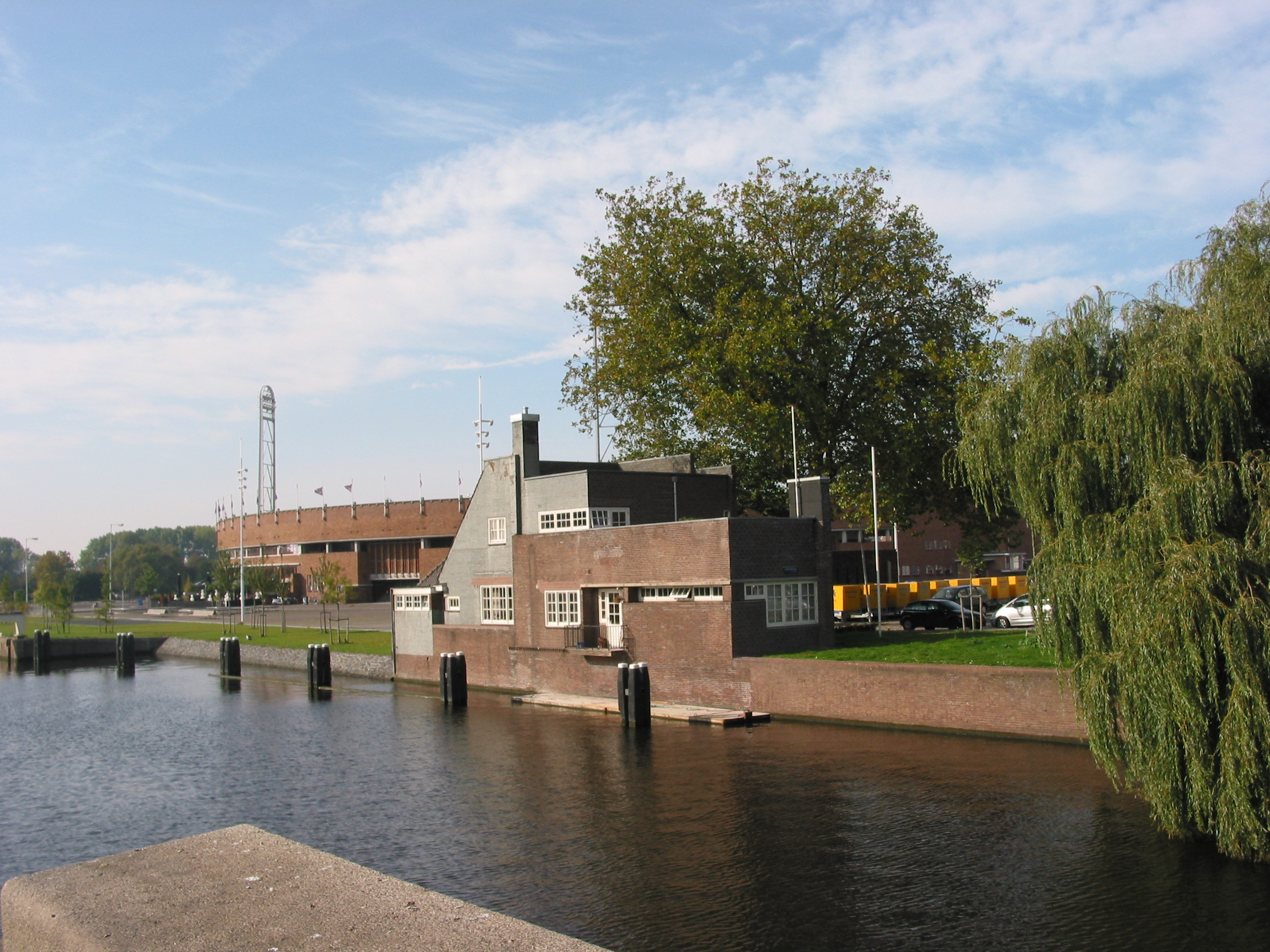
Zuidelijke portierswoning
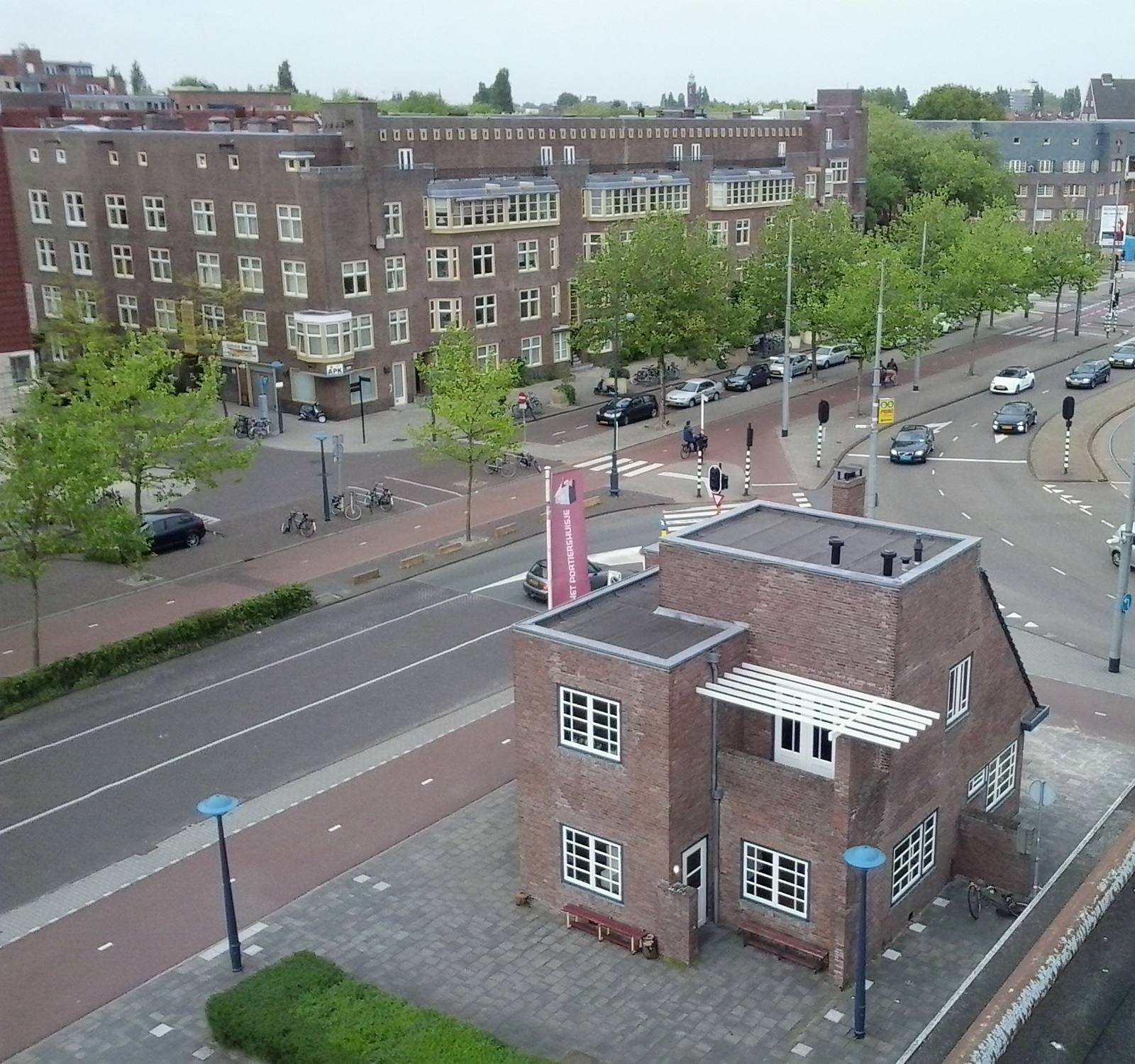
Het Portiershuisje van bovenaf gezien.